# Сесар Араухо
Сесар Науель Араухо Вільчес (ісп. César Nahuel Araújo Vilches, нар. 2 квітня 2001, Монтевідео, Уругвай) — уругвайський футболіст, півзахисник клубу МЛС «Орландо Сіті» та національної збірної Уругваю.

## Ігрова кар'єра

### Клубна
Сесар Араухо є вихованцем столичного клубу «Монтевідео Вондерерз». 2 серпня 2019 року у турнірі Південноамериканський кубок Араухо дебютував в основі команди. Через тиждень - 9 серпня він зіграв першу гру у чемпіонаті країни.
Перед сезоном 2022 року Араухо перейшов до американського клубу «Орландо Сіті», підписавши контракт на три роки з опцією продовження ще на рік. 27 лютого футболіст провів першу гру в новій команді.

### Збірна
5 червня 2024 року у товариському матчі проти команди Мексики Сесар Араухо дебютував у складі національної збірної Уругваю.

## Особисте життя
Старший брат Сесара Максіміліано Араухо також професійний футболіст — гравець мексиканського клубу «Толука» та національної збірної Уругваю.

## Трофеї
Орландо Сіті
 Переможець Відкритого кубка США: 2022